# スコット・カスバート
スコット・ジェームズ・カスバート（Scott James Cuthber, 1987年6月15日 - ）はスコットランド、アレキサンドリア出身の元サッカー選手。元U-21スコットランド代表選手。現役時代のポジションはディフェンダー。

## 経歴
2006年U-19スコットランド代表のキャプテンとしてUEFA U-19欧州選手権に出場。決勝まで進んだが、スペインに2対1で敗れた。

## 代表歴
- U-19スコットランド代表
- U-21スコットランド代表

## 所属クラブ
- セルティックFC 2004-2009

→ リヴィングストンFC 2006 (レンタル)
→ セント・ミレンFC 2008-2009 (レンタル)
- スウィンドン・タウンFC 2009-2011
- レイトン・オリエントFC 2011-2015
- ルートン・タウンFC 2015-2018
- スティヴネイジFC 2018-2022
- ウォキングFC 2022-2024